# Fernando Wood
Fernando Wood (14 de junho de 1812 – 14 de fevereiro de 1881) foi um político americano, membro do Partido Democrata, que serviu como prefeito da cidade de Nova Iorque (duas vezes) e também representou o seu estado na Câmara dos Representantes dos Estados Unidos (1841–1843, 1863–1865 e 1867–1881).
Um mercador muito bem sucedido, tomou parte da máquina política (conhecida como Tammany Hall) que dominou por décadas a vida pública do estado de Nova Iorque. Wood entrou para o Congresso em 1841. Em 1854 serviu seu primeiro mandado como prefeito de Nova Iorque. Conservador e fervoroso defensor da ideia de nacionalismo e superioridade da raça branca, Wood se opôs vigorosamente a aprovação da Décima Terceira Emenda à Constituição dos Estados Unidos (que aboliu a escravidão) e também era aberto a respeito do seu apoio aos Estados Confederados durante a Guerra Civil Americana, e chegou até a sugerir a legislatura de Nova Iorque que a cidade se declarasse "livre" para que eles pudessem continuar com os negócios de algodão com o sul.
Conhecido por seu estilo agressivo de debater e uso de palavras de baixo calão, Wood foi um dos líderes dos Copperheads, grupo dentro do Partido Democrata que apoiava os Confederados na guerra civil, em contraste com os War Democrats (congressistas democratas que apoiavam a União).